# V secolo a.C.
Il V secolo a.C. (quinto secolo avanti Cristo) è il secolo che inizia nell'anno 500 a.C. e termina nell'anno 401 a.C. incluso.

## Avvenimenti
Il V secolo a.C. è da molti ritenuto un secolo straordinario della storia dell'umanità: vissero a cavallo di questo periodo molti tra i maggiori pensatori della storia, si sviluppa la prima Repubblica, la Repubblica di Roma che svilupperà le leggi delle dodici tavole, nascono il buddhismo, il giainismo e il confucianesimo. In Cina vengono probabilmente scritti i più antichi trattati di matematica conosciuti, il Chou Pei Suan Ching o Zhoubi suanjing (trad. "Il libro classico dello gnomone e delle orbite circolari del cielo"), e il Tao Te Ching di Lao Tzu. In Palestina gli Ebrei ricostruiscono il Tempio di Salomone distrutto dai Babilonesi. Sotto la guida di Pericle, Atene raggiunge la sua età d'oro; viene costruita l'Acropoli con il suo Partenone.

### Europa
- Ad Atene vivono all'incirca 500 000 persone, di queste, circa 300 000 sono schiavi.
- Le guerre persiane (499-479 a.C.).
- Fine dell'età arcaica e inizio dell'età classica.
- La guerra del Peloponneso (431-404 a.C.) tra Sparta e Atene e loro alleati.
- Roma conquistò il Lazio, sconfisse gli Etruschi e i Sanniti, bellicose tribù dislocate sugli Appennini fra il Lazio e la Campania. Vennero respinti anche i Galli che provenivano dalla Pianura padana.

### Asia
- In Cina, emergono 7 reami che si combatteranno per 180 anni (403 a.C. - 221 a.C.), fino alla vittoria finale di Ts'in (Qin) e all'unificazione della Cina nel 221 a.C.

## Personaggi significativi
- Nell'Antica Grecia:
  - Pericle (ca. 495 a.C. - 429 a.C.)
  - Zenone di Elea (ca. 495 a.C. - ca. 430 a.C.)
  - Socrate (470 a.C. - 399 a.C.)
  - Ippocrate di Coo (460 a.C. - 377 a.C.)
  - Platone (427 a.C. - 347 a.C.)
  - Leonida I (540 a.C. - 480 a.C.)
  - Serse I (519 a.C. - 465 a.C.)
  - Sofocle (496 a.C. - 406 a.C.)
  - Protagora (486 a.C. - 411 a.C.)
- In Palestina
  - Neemia (464 a.C. -  ...)
- In India
  - Gautama Buddha (558 a.C. - 478 a.C. o 487 a.C.)
- In Cina
  - Confucio (551 a.C. - 479 a.C.)
  - Mozi (ca. 490 a.C. - 403 a.C.)

## Invenzioni, scoperte, innovazioni
Dallo storico greco Erodoto sappiamo che l'introduzione della pianta di canapa nel mondo greco risale proprio al V secolo a.C.
Il termine 'canapa' è stato diffuso nelle altre lingue dai Traci e dagli Sciti che coltivavano questa pianta.